# Archeologiemuseum

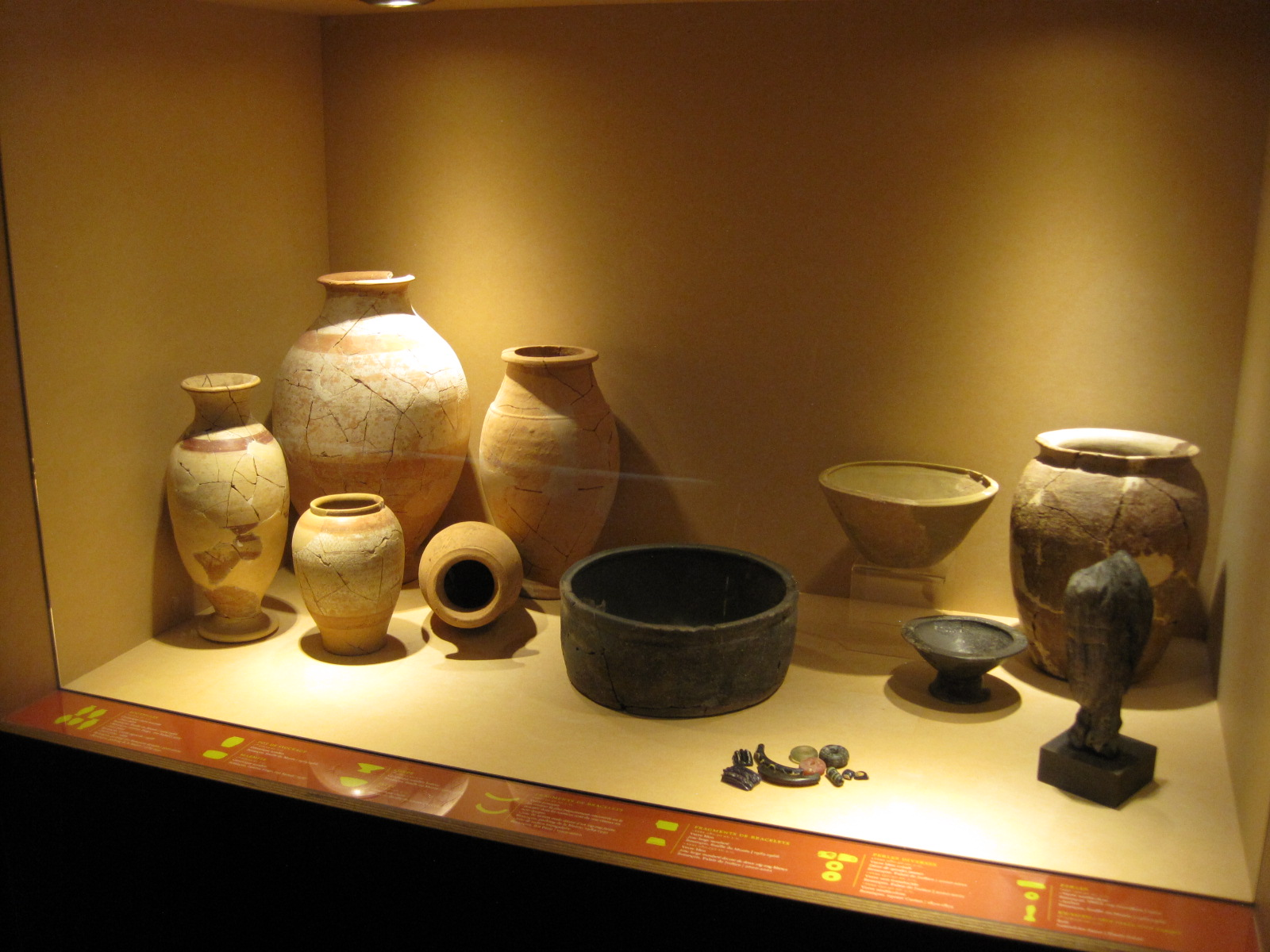
Uitstalling van archeologische vondsten in het museum voor schone kunsten te Besançon

Een archeologiemuseum is een gespecialiseerd museum met een archeologische collectie of een archeologische afdeling van een breder opgezet museum.

## Geschiedenis
Tijdens de Italiaanse renaissance ontstonden de eerste voor het publiek toegankelijke collecties van oudheden, zoals de Vaticaanse collectie (met de beroemde Laocoöngroep) en het speciaal voor dit doel gebouwde Capitolijnse museum. De familiecollecties van de aristocratische geslachten vormden de basis voor dit soort musea: de Medici-collectie maakt nu deel uit van het archeologiemuseum van Florence en de Farnese-collectie belandde in Napels. In de Lage Landen kan worden gewezen op de collectie-Papenbroeck, waarvan de antieke sculptuur een tijd stond opgesteld in de Leidse Hortus Botanicus, en - uitgebreid met een enorme collectie Egyptische kunst - de kern vormt van het Rijksmuseum van Oudheden.
Het ontstaan van de prehistorische archeologie veranderde de opzet. Niet langer probeerde men mooie voorwerpen te tonen om kunstenaars te inspireren, maar men wilde de voorhistorische samenlevingen tonen. Deze musea bouwden veelal voort op de oude "oudheidkamers". In feite vertaalde de dubbele academische traditie (kunsthistorische en klassieke archeologie versus prehistorische archeologie) zich in twee soorten musea. In bijvoorbeeld Berlijn is een Museum für Vor- und Frühgeschichte naast het meer kunsthistorische Altes Museum, Neues Museum en Pergamonmuseum.

## Ontwikkelingen
De tendens is steeds meer om voorwerpen in situ te tonen (zoals in Woerden, waar vondsten uit het Romeinse castellum zijn te zien in een parkeergarage), zodat het mogelijk wordt dat gespecialiseerde musea de dilemma's van de archeologie illustreren. Ook met reconstructies wordt getracht een groot publiek te bereiken, voorbeelden zijn het Archeon in Alphen aan den Rijn en Orientalis bij Groesbeek, een van 's werelds oudste "living history"-parken. Samenwerking met acteurs is steeds gebruikelijker.

## Nationale collecties
In de negentiende eeuw, toen de archeologie veelal dienstbaar was gemaakt aan het nationalisme, ontstonden grote nationale collecties. In de Lage Landen zijn dit afdelingen in:
- De Koninklijke Musea voor Kunst en Geschiedenis in Brussel
- Het Rijksmuseum van Oudheden in Leiden

## Andere musea
- Aardenburg, Museum Cultuurforum Aardenburg
- Alphen aan den Rijn, Archeon
- Amsterdam, Allard Piersonmuseum
- Aarlen, Musée archéologique
- Heerlen, Thermenmuseum
- Malagne-Archéoparc de Rochefort
- Morlanwelz, Musée Royal de Mariemont
- Nijmegen, Valkhof Museum
- Oudenburg, Romeins Archeologisch Museum
- Tongeren, Gallo-Romeins Museum
- Velzeke (Zottegem), Provinciaal Archeocentrum Velzeke